# Phaethornis philippii
El ermitaño picoaguja, ermitaño de pico aguja o ermitaño rojizo (Phaethornis philippii) es una especie de ave apodiforme de la familia Trochilidae, perteneciente al numeroso género Phaethornis. Es nativo de América del Sur, en la región amazónica suroccidental.

## Distribución y hábitat
Se distribuye por el este de Perú, noroeste de Bolivia y suroeste de la Amazonia brasileña, al sur del río Amazonas, hasta la margen occidental del río Tapajós.
Esta especie es considerada localmente común en su hábitat natural: el sotobosque de selvas húmedas de tierras bajas, algunas veces en los bordes; tanto de terra firme como de várzea, enmarañados de bambú y plantaciones. Hasta los 325 m de altitud.

## Descripción
Mide en promedio 14 cm de longitud. Las partes superiores son verdes grisáceas; las alas negras; lista superciliar e infraocular color ocre, delimitando un área malar negra; las partes inferiores son ocre a anaranjadas; la cola negra con timoneras centrales blancas muy largas y timoneras externas con las puntas ocres.

## Alimentación
Se alimenta principalmente del néctar de las flores y come también pequeños artrópodos.

## Sistemática

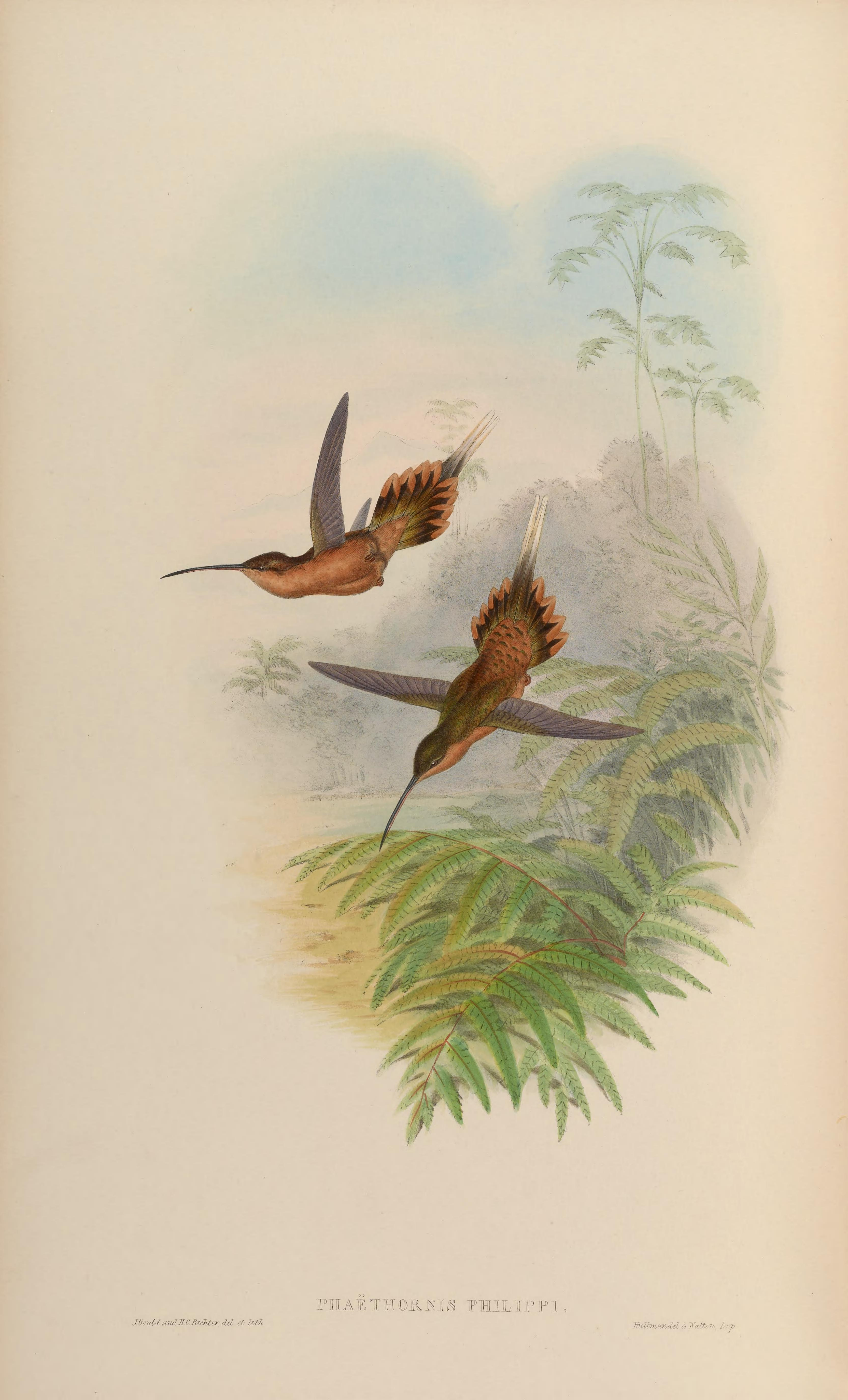
Phaethornis philippii, ilustración de Gould y Richter en A monograph of the Trochilidae, or family of humming-birds, vol. 1, 1861.

### Descripción original
La especie P. philippii fue descrita por primera vez por el ornitólogo francés Jules Bourcier en 1847 bajo el nombre científico Trochilus philippii; su localidad tipo es: «Bolivia».

### Etimología
El nombre genérico masculino «Phaethornis» se compone de las palabras del griego «phaethōn» que significa ‘sol’ y «ornis» que significa ‘pájaro’; y el nombre de la especie «philippii», conmemora al zoólogo y explorador italiano Filippo de Filippi (1814–1867).

### Taxonomía
Ya fue colocada en un género Ametrornis. Los estudios genéticos indican que la presente especie es hermana de Phaethornis koepckeae y el par formado por ambas es hermano de P. bourcieri. Es monotípica.